# Plazeča detelja
Plazeča detelja (znanstveno ime Trifolium repens) je zelnata trajnica iz družine metuljnic.

## Opis
Plazeča detelja ima od 20 do 50 cm dolgo plazeče steblo, ki se na kolencih ukoreninja. Cvetovi so drobni, metuljasti in pecljati, bele ali redkeje rožnate barve ter sestavljajo kroglasta socvetja. Ta imajo običajno premer med 15 in 20 mm, pecelj pa je dolg okoli 7 cm. Listi so sestavljeni iz treh, izjemoma tudi več lističev, ki se razvijejo na vrhu dolgih pecljev in so narobe jajčasti ter imajo drobno nazobčan rob.
Razširjena je po košenicah in travnikih Evrope ter severne in zahodne Azije, kjer cveti od maja do septembra. Predstavlja pomembno krmno rastlino, v preteklosti pa se je pogosto uporabljala tudi za človeško prehrano. Surova je sicer težko prebavljiva, zaradi česar jo je pred uživanjem potrebno kuhati od 5 do 10 minut.